# FC Samtredia
FC Samtredia (Georgisch: სამტრედია საფეხბურთო კლუბი) is een Georgische voetbalclub uit Samtredia.
De club was medeoprichter van de Georgische hoogste klasse nadat het land onafhankelijk werd en trad aan als Sanavardo Samtredia. Na twee seizoenen vechten tegen degradatie veranderde de club zijn naam in FK Samtredia en in 1992/93 in Lokomotiv Samtredia. Na één seizoen werd de naam weer in FK Samtredia veranderd en in 1994/95 werd een sportieve mijlpaal behaald toen de club vicekampioen werd achter Dinamo Tbilisi. Na nog een vierde plaats het volgende seizoen degradeerde de club in 1997.
Na één seizoen keerde de club terug, inmiddels als Iberia Samtredia, en werd achtste. In 2001 degradeerde de club opnieuw. In 2009 promoveerde de club opnieuw. Inmiddels werd de naam FC Samtredia aangenomen. In 2011 speelde de club wederom in de Pirveli Liga. In 2016 werd de club voor de eerste keer in zijn bestaan landskampioen.

## Naamswijzigingen
- 1936 – Sanavardo Samtredia
- 1991 – SK Samtredia
- 1992 – SK Lokomotiv Samtredia
- 1993 – SK Samtredia
- 1997 – SK Dżuba Samtredia
- 1998 – SK Iberia Samtredia
- 2001 – SK Lokomotiv Samtredia
- 2002 – SK Samtredia
- 2004 – SK Lokomotiv Samtredia
- 2006 – SK Samtredia

## Erelijst
- Georgische voetbalbeker

finalist: 2015
- Georgische supercup

2017

## Eindklasseringen (grafiek) vanaf 1990
| 12 |

| 18 |

| 14 |

| 10 |

| 4 |

| 2 |

| 4 |

| 15 |

| ? |

| 8 |

| 7 |

| 12 |

| 10 |

| 16 |

| 14 |

| ? |

| ? |

| 11 |

| 8 |

| 1 |

| 7 |

| 10 |

| 6 |

| 5 |

| 1 |

| 6 |

| 2 |

| 1 |

| 3 |

| 9 |

| 2 |

| 7 |

| 10 |

| 3 |

| 9 |

| 10 |

| Erovnuli Liga | Erovnuli Liga 2 | Liga 3 (Georgië) |

## Samtredia in Europa
#Q = #kwalificatieronde, T/U = Thuis/Uit, W = Wedstrijd, PUC = punten UEFA-coëfficiënten .
Uitslagen vanuit gezichtspunt FC Samtredia
| Seizoen | Competitie         | Ronde | Land                     | Club             | Totaalscore | 1e W    | 2e W    | PUC |
| ------- | ------------------ | ----- | ------------------------ | ---------------- | ----------- | ------- | ------- | --- |
| 1995/96 | UEFA Cup           | Q     | Vlag van Noord-Macedonië | FK Vardar Skopje | 0-3         | 0–1 (U) | 0–2 (T) | 0.0 |
| 2016/17 | UEFA Europa League | 1Q    | Vlag van Azerbeidzjan    | Qäbälä PFK       | 3-6         | 1–5 (U) | 2–1 (T) | 1.0 |
| 2017/18 | Champions League   | 2Q    | Vlag van Azerbeidzjan    | FK Qarabağ       | 0-6         | 0–5 (U) | 0-1 (T) | 0.0 |
| 2018/19 | Europa League      | 1Q    | Vlag van Kazachstan      | Tobyl Qostanay   | 0-3         | 0-1 (T) | 0-2 (U) | 0.0 |

Totaal aantal punten voor UEFA-coëfficiënten: 1.0
Zie ook
- Deelnemers UEFA-toernooien Georgië
- Eeuwige ranglijst van deelnemers UEFA-clubcompetities

## Bekende (oud-)spelers
- Zoerab Ionanidze
- Davit Dzjanasjia
- Zaza Dzjanasjia
- Gia Dzjisjkariani

FC Dinamo Tbilisi 2 ·
FC Gonio ·
Iberia 1999 2 · 
Lokomotivi Tbilisi ·
Merani Martvili ·
FK Mesjachte Tkiboeli ·
FC Roestavi ·
FC Samtredia ·
Sioni Bolnisi ·
Spaeri ·